# Glam Rock
Glam Rock (auch Glamrock, Glamour-Rock und Glitter Rock) ist ein Subgenre der Rockmusik, bei der sowohl die Musik als auch der Bühnenauftritt sehr opulent gestaltet sind. Glam Rock war Anfang bis Mitte der 1970er Jahre insbesondere im britischen Raum sehr populär. Der Stil wurde in den 1980ern im Glam Metal wieder aufgegriffen.

## Musikalische Merkmale
Zu den musikalischen Aspekten gehört Rhythmusbetontheit als Referenz an den Rock ’n’ Roll der 1950er Jahre und häufig die Einbindung des Keyboards. Opulenz und Glanz sind sowohl musikalisch als auch im Outfit wichtige Ausdrucksformen. Glam Rock (auch Glitter Rock) ist auch als eine Art Gegenbewegung gegen Musik- und Auftrittsformen von Pink Floyd, King Crimson, Yes und Genesis zu sehen, deren Darstellungsform als Progressive Rock oder Artrock bezeichnet wird. Geschaffen wurde der Begriff von britischen Musikjournalisten, um diese Art von Performance und Musik rockjournalistisch zu definieren.

## Ästhetik

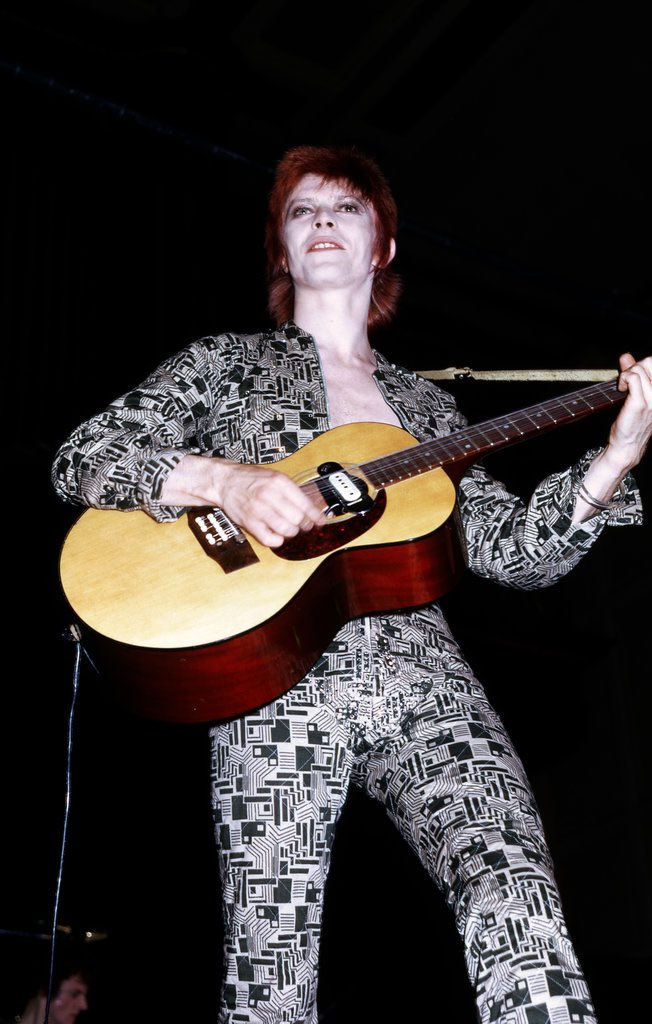
David Bowie als sein Alter Ego Ziggy Stardust während der Ziggy Stardust Tournee 1972–73

Bezeichnend für die Glam-Rock-Ästhetik sind schrille, glitzernde und oft feminine Kostüme und Bühnendarstellungen, in denen sich die Musiker zumeist ironisch-übertrieben in der Rolle des Stars darstellen. Glam-Musiker tragen oft androgyn wirkendes Make-up auf und kleiden sich sehr ausgefallen und auffällig. Sexuelle Mehrdeutigkeit wird oft als eine Art Spiel mit und gegen Geschlechterrollen betrachtet. Sexuelle Präsenz wird als Teil der musikalischen Ausdrucksform gesehen, wobei der Schwerpunkt auf Transparenz und Überschreitung von als traditionell empfundenen Vorstellungen gelegt wird.
Typisch für die Glam-Rock-Ära der frühen 1970er Jahre war eine futuristische, androgyne Ästhetik. Diese leitete sich zum Teil aus damals revolutionären Filmen von Stanley Kubrick – A Clockwork Orange und 2001: Odyssee im Weltraum – her (von David Bowie als Quelle benannt). Zudem werden japanische Einflüsse aus dem Kabuki-Theater zitiert. Andererseits gab es in der britischen Unterhaltungskultur eine Tradition des Cross-Dressings, die zur allgemeinen Populärkultur gehörte. Schon ab etwa Mitte der 1950er-Jahre hatten andere Musiker, wie etwa der amerikanische Rock-’n’-Roll-Pianist und -Sänger Little Richard, auf der Bühne mit schrillem Outfit, Make-up und ondulierten Frisuren für erhebliches Aufsehen gesorgt.
Glam Rock war zunächst ein vorrangig britisches Phänomen. Hier hatte es in den späten 1960er-Jahren im Zuge einer geplanten (und vollzogenen) Legalisierung von Homosexualität eine breite gesellschaftliche Diskussion zu dem Thema gegeben. Somit war das Spiel mit Geschlechterrollen hier hoffähiger als in den USA, wo Cross-Dressing und sexuelle Uneindeutigkeit als suspekt und anstößig galten.
Der Beginn des Trends in Großbritannien wird oft Gary Glitter zugeschrieben. In anderen Texten wird Marc Bolan von T. Rex als Initiator genannt, dem eine Mitarbeiterin im Frühjahr 1971 vor einem Bühnenauftritt Glitzer ins Gesicht streute. Eine treibende Kraft in der Entwicklung war auch David Bowie in der Rolle seiner Kunstfigur Ziggy Stardust. Zudem wird dem Produzenten Tony Visconti, der nicht nur mit Bolan, sondern auch mit Bowie arbeitete, ein großer Anteil an der Entwicklung des Glamrock-Musikstils zugeschrieben. Der Glam Metal der US-Band Van Halen (insbesondere zelebriert von dem Sänger David Lee Roth und dem Gitarristen Eddie Van Halen) ebnete (etwa mit You Really Got Me, 1978) dieser den Weg zum Erfolg.
In Deutschland blieb der Begriff lange unbekannt. Im Rock-Lexikon von Siegfried Schmidt-Joos und Barry Graves, erweiterte und aktualisierte Ausgabe von 1975, fehlt Glam Rock im Sachstichwörterverzeichnis, das immerhin elf verschiedene Arten von Rock erklärt. Die Brockhaus Enzyklopädie, 19. Auflage aus dem Jahr 1992 zählt unter dem Stichwort Rockmusik zehn verschiedene Rock-Stile auf, auch hier fehlt Glam Rock.

## Wirkung
Glam Rock hatte großen Einfluss auf den Rock der frühen 1970er Jahre in Großbritannien (z. B. Roxy Music, Elton John, Slade, Alvin Stardust, The Sweet, Mud, Suzi Quatro), sowohl in der musikalischen Rückbesinnung auf die Wildheit und Dynamik des frühen Rock ’n’ Roll als auch in der Betonung der Wichtigkeit jedes Individuums und die Fähigkeit eines jeden, ein Star zu sein. Damit wurde er ab 1977 zu einem Vorläufer der britischen Punkszene. Deutlich ausgesprochen wird dies etwa in einem Song der Londoner Punkband The Clash, in dem (im Stil des Kinderreims Oranges and Lemons) auf den kurz zuvor verstorbenen Marc Bolan sowie auf David Bowie und Gary Glitter Bezug genommen wird:

“You owe me a move, say the bells of St. Groove,
Come on and show me, say the bells of old Bowie,
When I am fitter, say the bells of Gary Glitter,
No one but you and I, say the bells of Prince Far I.”

David Bowie ließ seine Glam-Rock-Kunstfigur Ziggy Stardust 1973 „sterben“, spielte aber noch bis Ende der 1970er mit sexueller Uneindeutigkeit. Die Glam-Rock-Bewegung lief spätestens 1975/76 aus. Seit den 1980er Jahren hat es aber immer wieder kleinere Revivals gegeben. Erkennbar vom Vorbild des Glam inspiriert sind etwa Gruppen wie Suede, The Ark oder Goldfrapp. Einige Künstler und Bands machten nur für ein Album oder einen Abschnitt in ihrer Karriere Glam-Rock-Projekte, wie zum Beispiel Marilyn Manson während der „Mechanical-Animals-Ära“.
Der englische Schauspieler, Autor und Komponist Richard O’Brien konzipierte und schrieb das Musical The Rocky Horror Show vor dem Hintergrund der Glam Rock-Ära, die sich in den frühen 1970er Jahren in der gesamten britischen Populärkultur manifestiert hatte; er erklärte: „Glam Rock erlaubte mir, mehr ich selbst zu sein“, wodurch sein Konzept verwirklicht werden konnte.

## Glam Rock im Film
Glam-Rock-Stars sind in den Konzertfilmen Born to Boogie (Marc Bolan und T. Rex, 1972), Ziggy Stardust and the Spiders from Mars (David Bowie, 1973) und Slade in Flame (Slade, 1974) zu sehen.
Der Spielfilm Velvet Goldmine von 1998 widmet sich dem Phänomen Glam Rock.